# إدنا فيربر
إدنا فيربر (15 أغسطس 1885 - 16 أبريل 1968) هي روائية أمريكية وكاتبة قصص قصيرة وكاتبة مسرحية. تتضمن رواياتها الرواية الحائزة على جائزة بوليتزر سو بيغ (المنشورة عام 1924)، وشو بوت (المنشورة عام 1926؛ والتي تحولت إلى مسرحية غنائية عام 1927)، وسيمارون (المنشورة عام 1930؛ والتي تحولت إلى فيلم فاز بجائزة الأوسكار لأفضل فيلم عام 1931)، وجاينت (ضخم) (المنشورة عام 1952؛ والتي تحولت إلى فيلم  يحمل نفس الاسم عام 1956)، وآيس بالاس (المنشورة 1958)، التي تحولت أيضًا إلى فيلم عام 1960.

## الحياة والمسيرة المهنية

### السنوات المبكرة
وُلِدت فيربر في 15 أغسطس 1885، في كالامازو، ميشيغان، ليعقوب تشارلز فيربر، صاحب متجر يهودي مولود في المجر، وزوجته جوليا (نيومان) فيربر، المولودة في ميلواكي، ويسكونسن، والتي كانت من أصل يهودي ألماني. تنقلت كثيرًا بسبب فشل أعمال والدها، الذي كان سببه على الأرجح عماه المبكر. فبعد العيش في شيكاغو، إلينوي، انتقلت إلى أوتوموا، أيوا مع والديها وأختها الكبرى، فاني، حيث أقاموا لمدة 7 سنوات (من 5 إلى 12 سنة بالنسبة إلى فيربر). في أوتوموا، واجهت فيربر معاداة السامية القاسية رغم كونها طفلة. في أوتوموا، واجهت فيربر وعائلتها معاداة السامية القاسية، بما في ذلك إساءة رجال بالغين لها لفظيًا، وسخريتهم منها وبصقهم عليها كل يوم عندما تحضر الغداء إلى والدها، ساخرين منها غالبًا بلكنة يديشية. ذكرت فيربير لاحقًا أن هذه التجارب ساعدتها على تطوير القدرة على رسم صورة ساخرة لعدم حساسيتها للنقد. في سن الثانية عشرة، انتقلت فيربر وعائلتها إلى أبليتون، ويسكونسن، حيث تخرجت من المدرسة العليا والتحقت لفترة وجيزة بجامعة لورانس.

### مسارها المهني
رغم تخطيطها في البداية لدراسة التمثيل، تخلت فيربر عن هذه الخطط للمساعدة في إعالة أسرتها في سن السابعة عشرة. لمنعها من دراسة الإلقاء، وفي لحظة، أنهت فيربر تعليمها العالي وانسحبت من جامعة لورانس، في وقت لاحق وُظِفت في جريدة  أبليتون ديلي كريسنت. وأخيرًا في جريدة ميلووكي جورنال. غطت المؤتمر الوطني للحزب الجمهوري لعام 1920 والمؤتمر الوطني للحزب الديمقراطي لعام 1920 لصالح يونايتد برس إنترناشونال خلال فترة عملها كمراسلة.
بعد تعافي فيربر من فقر الدم، عام 1911 جُمِعت ونُشِرت قصصها القصيرة الأولى وكذلك روايتها الأولى، داوين أوهارا ذا جيرل هو لافد.
في عام 1925، فازت بجائزة بوليتزر عن كتابها،  سو بيغ. اعتقدت فيربر في البداية أن مسودتها لما سيصبح سو بيغ تفتقر إلى الحبكة، وتمجِّد الفشل، وذات موضوع غير واضح يمكن التغاضي عنه بسهولة. عندما أرسلت الكتاب إلى ناشرها المعتاد، دابلداي، فوجئت عندما علمت أنه استمتع جدًّا بالرواية. وقد انعكس هذا في مئات الآلاف من نسخ الرواية التي بيعت للجمهور. بعد الجائزة، حُوِلت الرواية إلى فيلم صامت من بطولة كولِن مور في نفس العام. أعيد إنتاج الرواية في فيلم من الأفلام الناطقة المبكرة عام 1932، من بطولة باربارا ستانويك وجورج برنت، مع بيت ديفيس في دور ثانوي. إعادة إنتاج سو بيغ عام 1953 من بطولة جين وايمان هي النسخة الأكثر شعبية بين الجماهير الحديثة.
بعد تخلصها من شعبية سو بيغ، كانت رواية فيربر التالية، شو بوت، ناجحة مثلها تمامًا وبعد وقت قصير من إطلاقها، طُرِحَت فكرة تحويلها إلى مسرحية غنائية. عندما اقترح المؤلف الموسيقي جيروم كيرن هذا، صُدمت فيربر، معتقدةً أن الرواية ستُحوَّل إلى مسرحية ترفيهية خفيفة من النوع التقليدي في عشرينيات القرن العشرين. لم يكن حتى شرح كيرن أنه وأوسكار هامرستاين الثاني أرادا إنشاء نوع مختلف من المسرحيات الغنائية أن منحته فيربر حقوق تحويلها وعُرِضَت لأول مرة في برودواي عام 1927، وأعيد عرضها 8 مرات بعد أول عرض لها.

## الجوائز
- جائزة بوليتزر عن فئة الأعمال الخيالية

## روابط خارجية
- إدنا فيربر على موقع IMDb (الإنجليزية)
- إدنا فيربر على موقع الموسوعة البريطانية (الإنجليزية)
- إدنا فيربر على موقع مونزينجر (الألمانية)
- إدنا فيربر على موقع ألو سيني (الفرنسية)
- إدنا فيربر على موقع أول موفي (الإنجليزية)
- إدنا فيربر على موقع قاعدة بيانات برودواي على الإنترنت (الإنجليزية)
- إدنا فيربر على موقع قاعدة بيانات الأفلام السويدية (السويدية)
- إدنا فيربر على موقع إن إن دي بي (الإنجليزية)
- إدنا فيربر على موقع ديسكوغز (الإنجليزية)
- إدنا فيربر على موقع قاعدة بيانات الفيلم (الإنجليزية)